# Nyctemera bouruana
Nyctemera bouruana är en fjärilsart som beskrevs av Swinhoe 1917. Nyctemera bouruana ingår i släktet Nyctemera och familjen björnspinnare. Inga underarter finns listade i Catalogue of Life.